# Weisiopsis coreensis
Weisiopsis coreensis là một loài Rêu trong họ Pottiaceae. Loài này được (Cardot) Broth. miêu tả khoa học đầu tiên năm 1921.